# Никабаркмахи
Никабаркмахи (дарг. НикIабаркмахьи) — село Дахадаевского района Дагестана. Входит в Дуакарский сельсовет.

## География
Село находится на высоте 2083 м над уровнем моря. Ближайшие населённые пункты — Гуннамахи, Бутулта, Кассагумахи, Дуакар, Сумия, Буккамахи, Аяцимахи, Урхулакар, Кищамахи, Узралмахи, Хулабаркмахи, Карбучимахи.

## Население
| 1895 | 1926 | 1939 | 1970 | 1989 | 2002 | 2010 |
| ---- | ---- | ---- | ---- | ---- | ---- | ---- |
| 11   | ↗15  | ↘9   | ↘8   | ↘7   | →7   | ↘0   |
| 2021 |      |      |      |      |      |      |
| ↗7   |      |      |      |      |      |      |

## Этимология
Название НикIабаркмахьи состоит из трёх даргинских слов: никlа — «маленькая», барк — «терраса» и махьи — «отсёлок». Село вместе с Хулабаркмахи является отсёлком Дуакара.